# Хобит: Неочекивано путовање
Хобит: Неочекивано путовање (енгл. The Hobbit: An Unexpected Journey) је први део фантастичне епске филмске трилогије Хобит редитеља Питера Џексона снимљен 2012. године, а заснован на истоименом роману Џ. Р. Р. Толкина. Сценарио потписују Френ Волш, Филипа Бојенс, Питер Џексон и Гиљермо дел Торо, док су продуценти филма су Каролин Канингем, Френ Волш и Питер Џексон. Музику је компоновао Хауард Шор. Прате га наставци Хобит: Шмаугова пустошења (2013) и Хобит: Битка пет армија (2014), а сви заједно представљају преднаставак трилогије Господар прстенова.
Прича је смештена у Средњу земљу шездесет година пре догађаја из Господара прстенова, а делови филма су адаптирани према додацима Толкиновог романа Повратак краља. Радња прати хобита Билба Багинса (Мартин Фриман), кога чаробњак Гандалф (Ијан Макелен) убеђује да се придружи тринаесторици патуљака, које предводи Торин Храстоштит (Ричард Армитиџ), на њиховом задатку да поврате свој дом, Самотну планину, од змаја Шмауга. У осталим улогама се појављују Грејам Мактавиш, Ејдан Тарнер, Кен Стот, Џејмс Незбит, Ли Пејс, Кејт Бланчет, Ијан Холм, Кристофер Ли, Хјуго Вивинг, Елајџа Вуд и Енди Серкис.
Филм је премијерно приказан 28. новембра 2012. на Новом Зеланду, док је у остатку света почео да се приказује 12. децембра исте године. Зарадио је 1,021 милијарди долара широм света и тиме је надмашио зараду филмова Дружина прстена и Две куле и постао четврти филм по заради из 2012. године. Добио је помешане критике од стране критичара и био је номинован за три Оскара, за најбоље визуелне ефекте, најбољу сценографију и најбољу шминку. Такође је био номинован за три награде БАФТА.

## Радња
Прича претходи дешавањима приказаним у филмској трилогији Господар прстенова. Филм почиње на 111-ти рођендан Билба Багинса, непосредно пре радње из Дружине прстена. Фродо одлази да сачека Гандалфа који долази на Билбову забаву, а сам Билбо почиње да пише своју књигу. У њој описује своје путовање које се догодило 60 година раније.
Као позадину за причу Билбо најпре пише о историји Еребора. То је било патуљачко краљевство, које се налазило далеко на истоку, на Самотној планини. Њиме је владао Трор. Он је имао сина Траина и унука Торина. Еребор је био врло богат, јер су патуљци стекли велико благо бавећи се рударством. У време када је Еребор цветао, у близини је образован град људи, Дол. Вилењаци из Мрке шуме, предвођени краљем Трандуилом, су се заклели на савезништво Трору. Међутим, једног дана је са севера дошао пламени змај, Шмауг. Он је спалио Дол и провалио у Еребор. Патуљци су били приморани да побегну. Змај је присвојио сва њихова блага, укључујући и највреднији драгуљ, Светокамен. Вилењаци су одбили да помогну. Патуљци су били приморани да лутају и живе од занатства. Једном приликом су покушали да преотму Морију, друго патуљачко краљевство, од Орака. Азог Оскрнавитељ, вођа Орака, је убио Трора. После се борио са Торином, који му је одсекао руку. Патуљци су победили, али уз велике жртве. Нису никада одустали од идеје да поврате Еребор.
Потом се прича враћа на Билба, који је тада имао 51 годину. Њему је једног јутра дошао Гандалф и питао га да ли хоће да учествује у авантури са њим. Како Хобити по природи нису авантуристи и на пустоловине гледају са подсмехом, Билбо је одбио. Гандалф је без Билбовог знања у врата његове куће урезао тајни знак. Те вечери, Билбу су на вечеру дошли патуљци, вођени знаком. То су били Двалин, Балин, Фили, Кили, Ори, Дори, Нори, Оин, Глоин, Бифор, Бофур, Бомбур и Торин, заједно са Гандалфом. Билбо је прво био збуњен, али му су му онда Гандалф и Торин објаснили да крећу на путовање како би вратили своје благо од Шмауга, а да је он од стране Гандалфа предложен да им буде обијач. Када је схватио да може да погине, Билбо је одбио да крене. Гандалф је покушао да га убеди, али безуспешно. Када су следећег јутра патуљци кренули, Билбо је ипак пошао са њима.
Патуљци и Хобит су потом наишли на три трола, који су хтели да им поједу коње, а потом и њих саме. Гандалф их је спасао тако што је одломио стену у шуми која је заклањала светлост сунца. Када је тролове обасјало сунце, претворили су се у камен. Гандалф, Торин и Билбо су у њиховој пећини себи нашли мачеве. Потом им се придружио Радагаст Смеђи, један од чаробњака из Гандалфовог реда. Он је објаснио Гандалфу да је био у Дол Гулдуру и тамо наишао на духове и чаробњака који их призива (за које ће се касније испоставити да су Назгули и ослабљени Саурон). Патуљци су открили да их лове Орци, предвођени Азогом, који је хтео да се освети Торину што му је одсекао руку. Када су их Орци напали, Радагаст им је одвукао пажњу, а патуљци, Билбо и Гандалф су успели да побегну у Ривендел. Тамо их је примио Лорд Елронд, који им је протумачио мапу Трора, која је показивала где се на Самотној планини налази тајни улаз. Патуљци су морали да дођу до ње пре Дуриндана, јер ће једино тада улаз бити видљив. Гандалф се срео са Галадријелом и Саруманом, којима је објаснио да је организовао поход на Шмауга како би га спречио да се придружи Саурону. На Галадријелино питање зашто је повео Билба, одговорио је да понекад мале и обичне ствари могу да допринесу великим догађајима.
Када су ишли преко Маглених планина, патуљке и Билба су ухватили бауци. Гандалф је остао иза њих, у Ривенделу. Патуљци су изведени пред Великог баука, владара под планином. Он је желео да их преда Азогу, али их је Гандалф, који их је у међувремену сустигао, спасао. Гандалф и патуљци су успели да побегну. Билбо је пропао у једну пећину када га је напао баук. У пећини је живео Голум. Док се Голум борио са бауком, испао му је Јединствени прстен, којег је Билбо случајно покупио. Када је Голум пронашао Билба, хтео је да га поједе, али му је он запретио мачем. Договорили су се да одиграју игру загонетки. Ако победи Билбо, Голум ће му показати пут напоље, а ако Голум победи, он ће појести Билба. Билбо је при крају загонетки напипао нешто у џепу и, заборавивши да је покупио Прстен, самом себи поставио питање: „Шта имам у џепу?", а Голум је помислио да он то њему поставља загонетку, па је тражио три покушаја. Након што није успео да погоди, покушао је да узме Прстен и да невидљив убије Билба, али је открио да га је изгубио. Онда је схватио да Билбо има Прстен у џепу. Јурио га је све док Билбо није случајно ставио Прстен и открио да пружа невидљивост. Тако је успео да побегне Голуму који се, заклео на вечну мржњу према Билбу и Хобитима.
Билбо се придружио патуљцима и Гандалфу, кад су их напали Азогови Орци. Бежали су док нису дошли до литице. Када су их Орци сатерали у ћошак, Торин је одлучио да се бори са Азогом, али је изгубио. У тренутку кад је Азог требало да га убије, Билбо је скочио на њега и тако га спречио. Патуљци су се борили са Орцима док нису стигли Орлови које је позвао Гандалф. Они су их однели од Орака и оставили на брду одакле се видела Самотна планина, где треба да стигну. У последњој сцени у Еребору се буди Шмауг, прекривен златом патуљака.

## Улоге
| Глумац             | Улога                                       |
| ------------------ | ------------------------------------------- |
| Мартин Фриман      | Билбо Багинс                                |
| Ијан Макелен       | Гандалф                                     |
| Ричард Армитиџ     | Торин II Храстоштит                         |
| Грејам Мактавиш    | Двалин                                      |
| Кен Стот           | Балин                                       |
| Ејдан Тарнер       | Кили                                        |
| Дин О’Горман       | Фили                                        |
| Марк Хедлоу        | Дори (такође позајмио глас тролу Берту)     |
| Џед Брофи          | Нори                                        |
| Адам Браун         | Ори                                         |
| Џон Кален          | Оин                                         |
| Питер Хамблтон     | Глоин (такође позајмио глас тролу Вилијаму) |
| Џејмс Незбит       | Бофур                                       |
| Стивен Хантер      | Бомбур                                      |
| Вилијам Кирчер     | Бифур (такође позајмио глас тролу Тому)     |
| Кејт Бланчет       | Галадријела                                 |
| Хјуго Вивинг       | Елронд                                      |
| Кристофер Ли       | Саруман                                     |
| Бенедикт Камбербач | Саурон                                      |
| Енди Серкис        | Голум                                       |
| Ману Бенет         | Азог Оскрнавитељ                            |
| Елајџа Вуд         | Фродо Багинс                                |
| Ли Пејс            | Трандуил                                    |
| Ијан Холм          | стари Билбо                                 |
| Силвестер Макој    | Радагаст Смеђи                              |
| Бари Хамфриз       | Велики гоблин                               |
| Конан Стивенс      | Болг                                        |
| Џон Ролс           | Јазнег-орчки војник                         |
| Брет Макензи       | Линдир                                      |
| Киран Шах          | гоблин                                      |
| Џефри Томас        | Трор                                        |
| Мајкл Мизраки      | Траин II                                    |
| Томас Робинс       | млади Траин                                 |
| Тимоти Бартлет     | хобит из Округа                             |

## Продукција
Снимање филма Хобит, по истоименом роману Толкина, било је разматрано годинама — због великог комерцијалног и критичког успеха трилогије Господар прстенова. Требало је да филм из два дела сниме Питер Џексон, који је режирао Господара прстенова, уз помоћ Гиљерма дел Тора. Дел Торо је напустио пројекат, након две године рада на њему, будући да је снимање филма непрестано било одлагано, јер је студио Метро-Голдвин-Мејер био банкротирао.
Филм приказује догађаје који су се збили пре оних о којима говори Господар прстенова. Снимање је почело 21. марта 2011., а окончано је 26. јула 2012. године.

## Спољашњи извори
- Неочекивано путовање на веб-сајту  (језик: енглески)